# Tokihiko Okada
Tokihiko Okada (岡田 時彦, Okada Tokihiko, 18 de fevereiro de 1903 – 16 de janeiro de 1934) foi uma estrela de cinema mudo japonês famosa durante a década de 1920 e início da década de 1930. Seu nome verdadeiro era Eiichi Takahashi (高橋 英一, Takahashi Eiichi).

## Biografia
Natural do distrito de Kanda-ku, hoje parte de Chiyoda, Tóquio, Tokihiko Okada fez sua estreia cinematográfica nos estúdios Taishō Katsuei. Mais tarde foi ator principal na companhia Nikkatsu e logo depois atuou na Shōchiku, em colaboração com diretores japoneses de renome, como Yutaka Abe, Kenji Mizoguchi e Yasujiro Ozu.
O crítico de cinema Tadao Satō relatou que Okada estava entre os atores japoneses mais bonitos e amados do início do século passado. Ao longo de sua carreira, Okada desempenhou em muitos filmes o papel de nimaine (traduzido literalmente como “segunda linha"), sendo um homem romântico e sensível em oposição aos líderes durões chamados tateyaku nessas mesmas obras.
Ele se casou com a atriz Sonoko Tazuru, com quem teve uma filha, a também atriz Mariko Okada. Tokihiko Okada morreria de tuberculose um mês e dois dias antes do seu aniversário de 31 anos. Durante o tempo em que atuou entre os anos 1920 ao 1933, ele participou em mais de 70 filmes.

## Filmografia

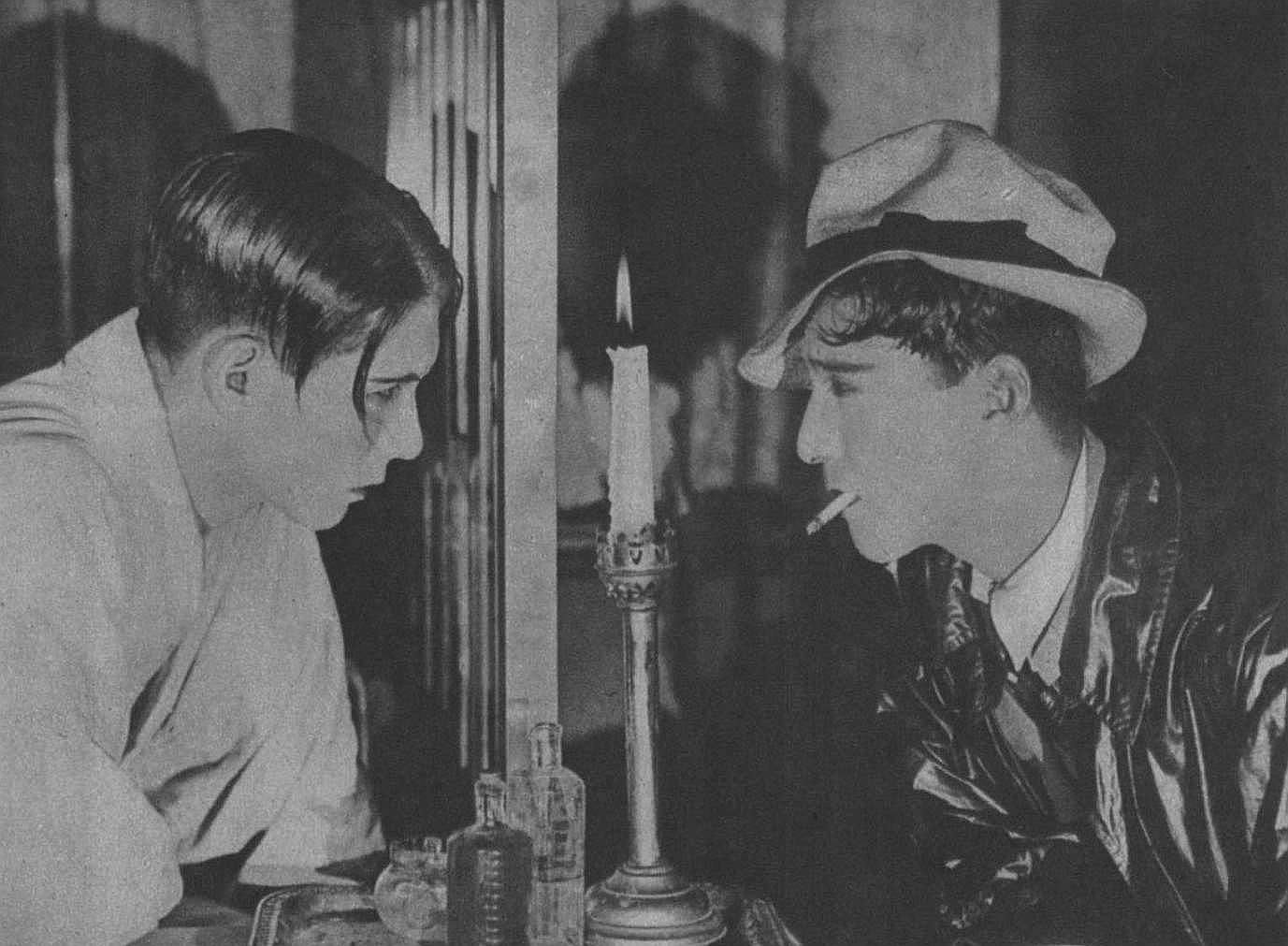
Eiji Nakano e Tokihiko Okada em Jihi shinchō (1927)

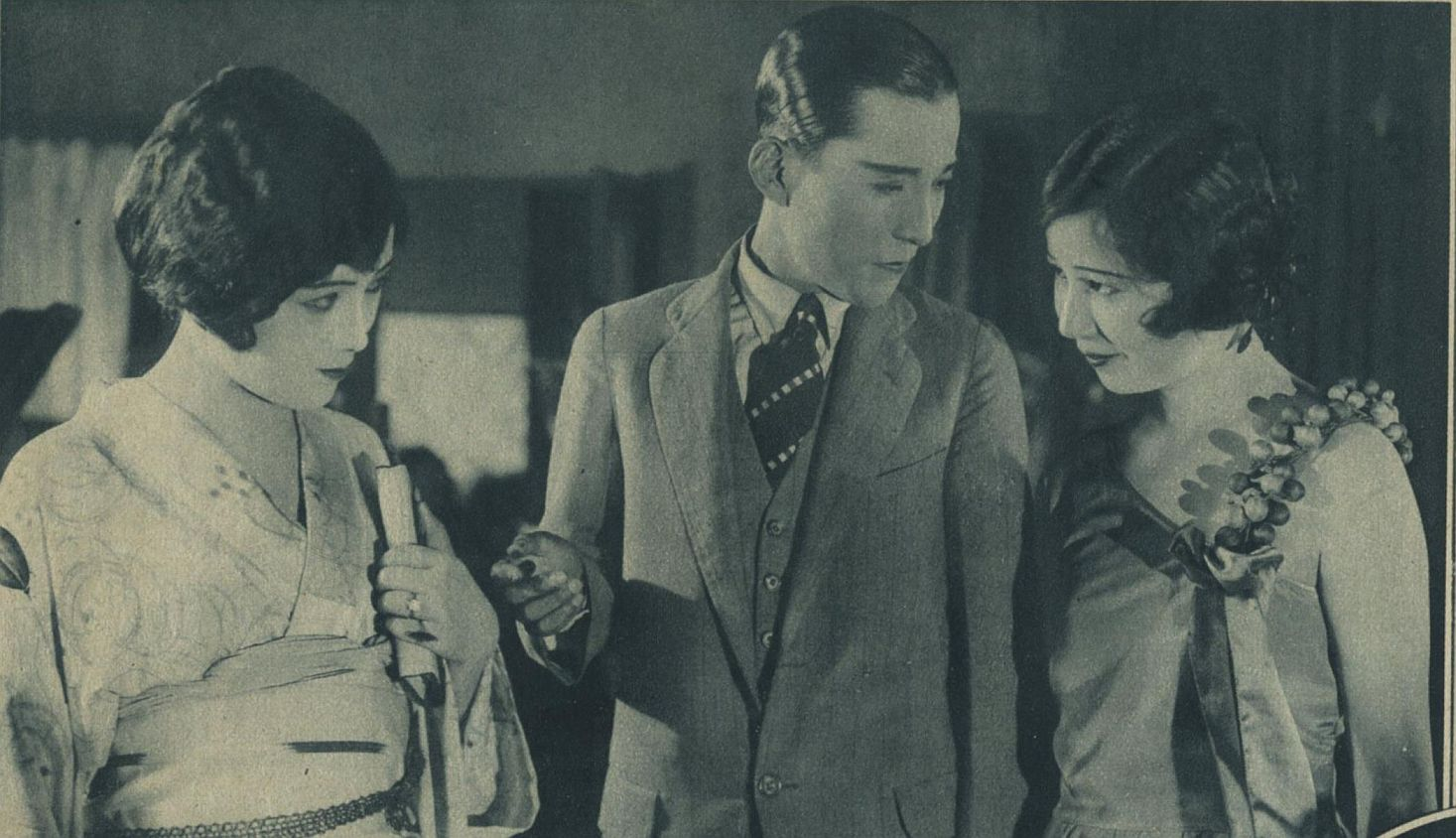
Kumeko Urabe, Tokihiko Okada e Shizue Natsukawa em Uma Casa de Bonecas (1927).

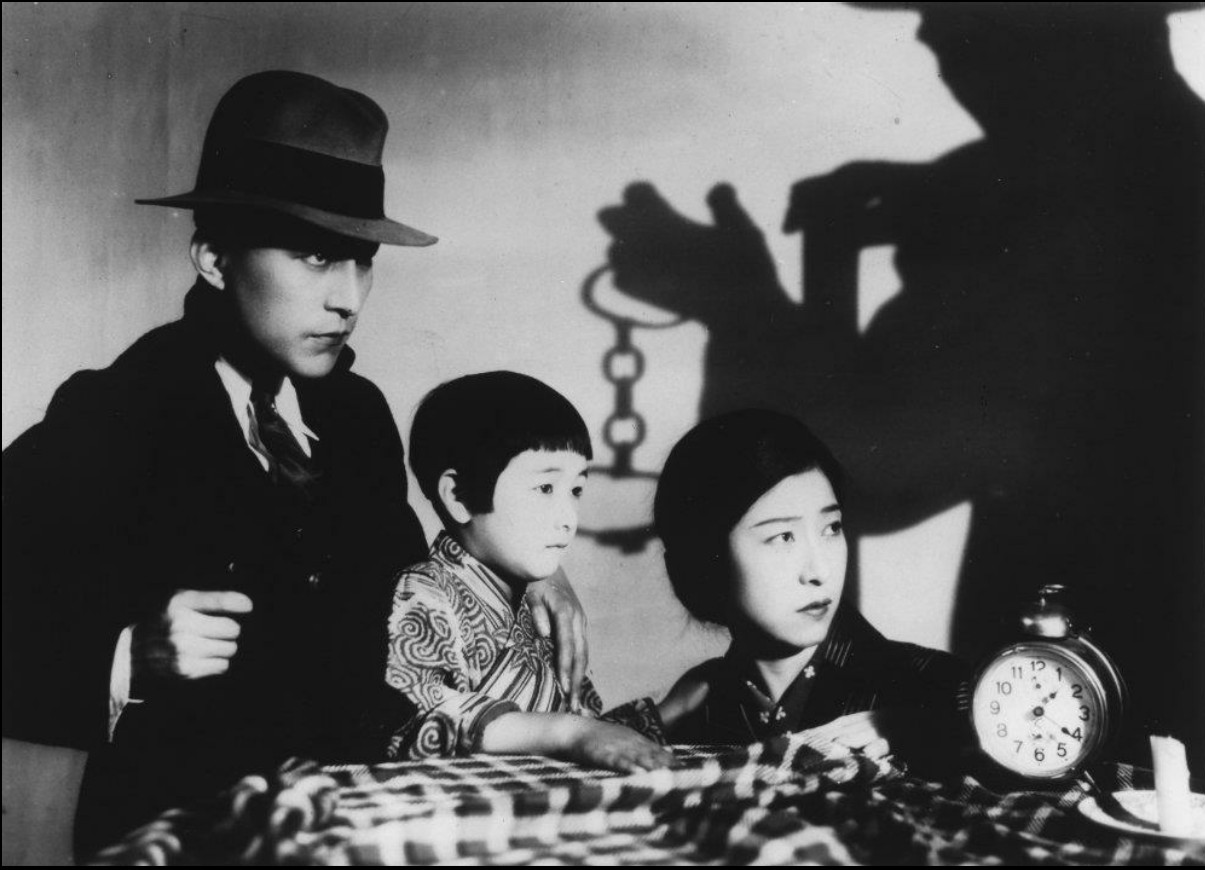
Tokihiko Okada, Mitsuko Ichimura e Emiko Yagumo em Sono Yo no Tsuma (1930)

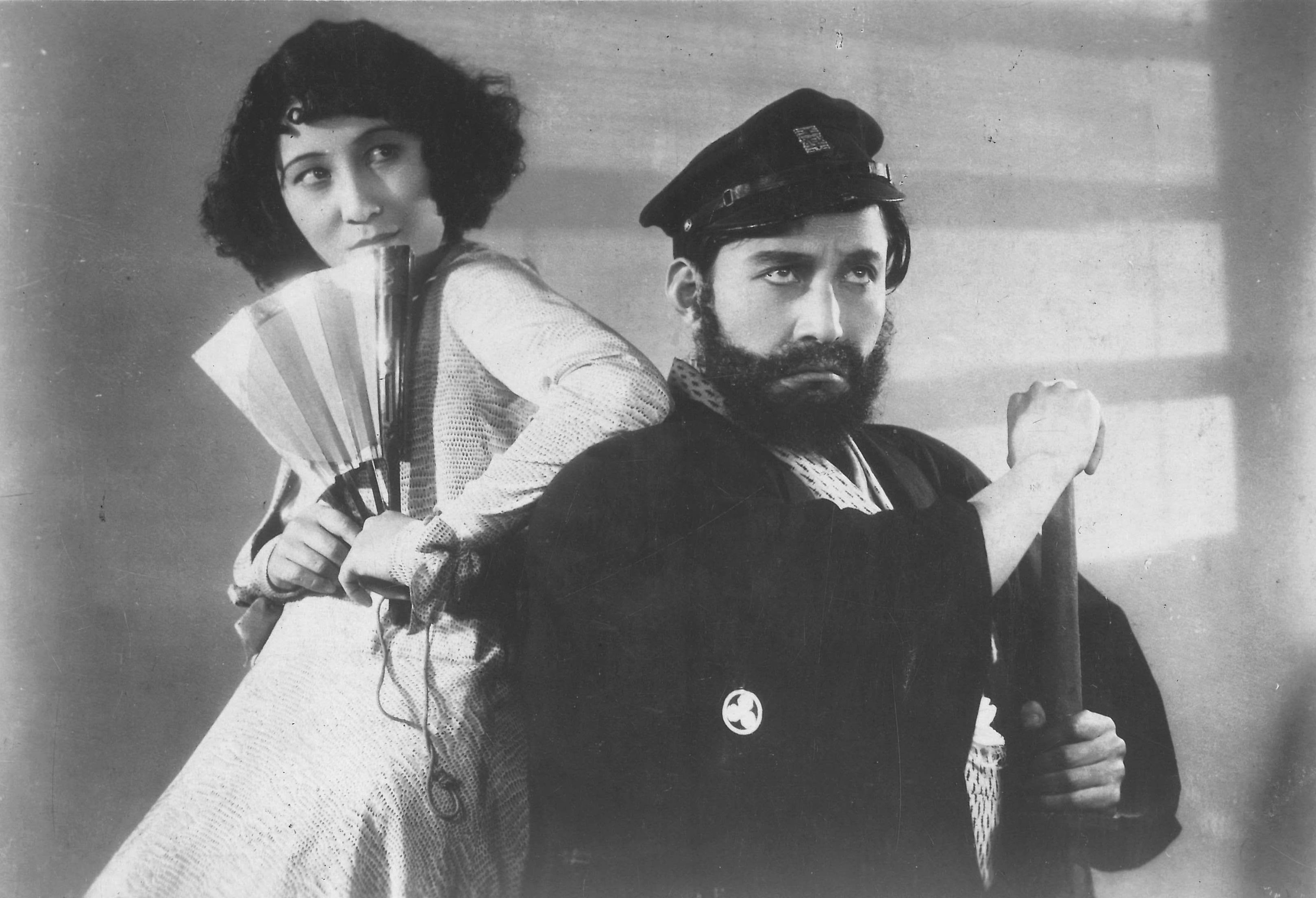
Satoko Date e Tokihiko Okada em Shukujo to hige (1931)

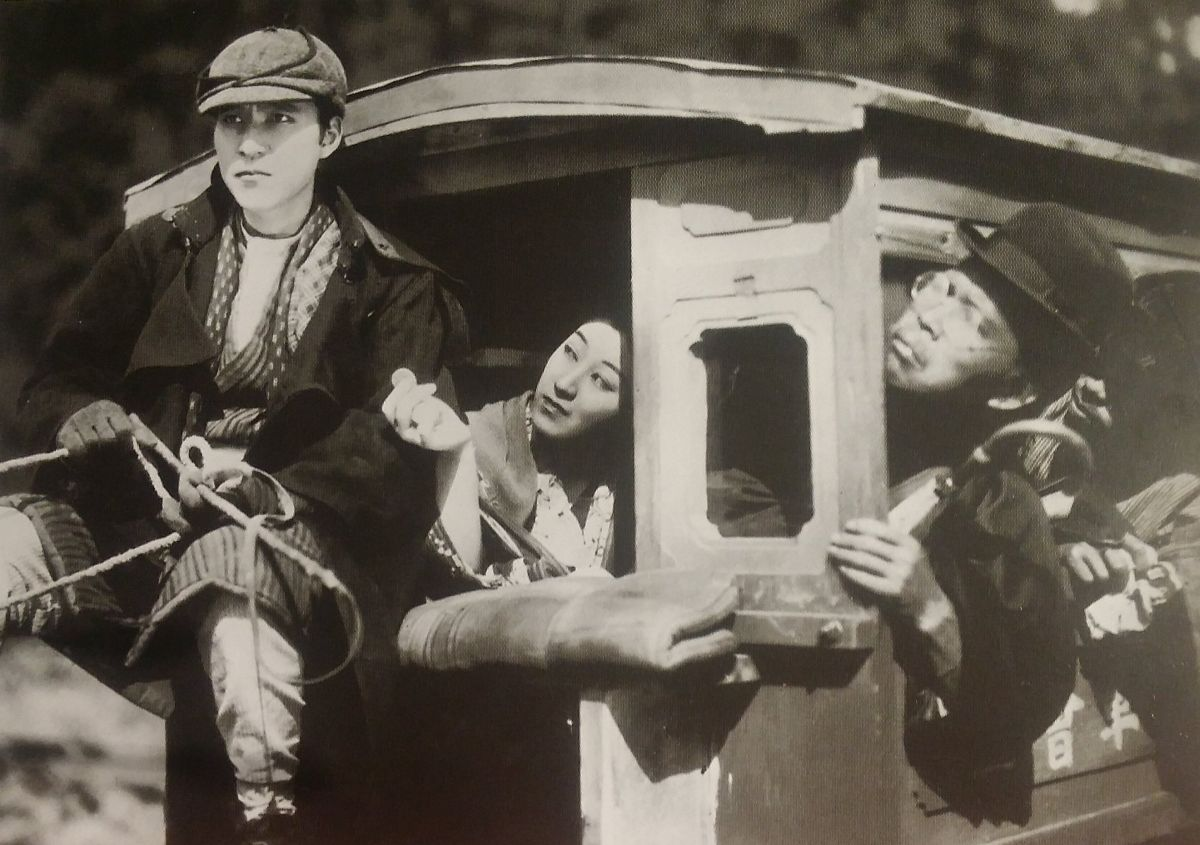
Tokihiko Okada e Takako Irie em Taki no shiraito (1933)

A filmografia a seguir do ator Tokihiko Okada foi feita a partir de informações do banco de dados JMDb.

### A década de 1920
- 1920: Amachua kurabu (dir. Thomas Kurihara)
- 1920: Katsushika sunako (dir. Thomas Kurihara)
- 1921: Hinamatsuri no yoru (dir. Thomas Kurihara)
- 1921: Jasei no in (dir. Thomas Kurihara)
- 1922: Jindai no bōken (dir. Norimasa Kaeriyama)
- 1924: Natsukashiki haha (dir. Seika Shiba)
- 1924: Onna ni amai otoko no mure (dir. Kintarō Inoue)
- 1924: Gion no haru: Chiri yuku hana (dir. Banshō Kanamori)
- 1924: Kyōkan o idete (dir. Kintarō Inoue)
- 1924: Ringo  (dir. Kōroku Numata)
- 1924: Koi no karyūdo (dir. Buntarō Futagawa)
- 1924: Arashi no seirei (dir. Teinosuke Kinugasa)
- 1924: Donzoko  (dir. Shigenori Sakata)
- 1924: In yori You e (dir. Shigenori Sakata)
- 1925: Kōfuku  (dir. Seika Shiba)
- 1925: Kōro (dir. Takuji Fujita)
- 1925: Dohatsu  (dir. Seika Shiba)
- 1925: Kiro ni tachite (dir. Hisashi Fukagawa)
- 1925: Nadare  (dir. Hisashi Fukagawa)
- 1925: Kemuri (dir. Daisuke Itō)
- 1925: Ningen raisan (dir. Toukuji Ozawa)
- 1925: Wakōdo no chi wa odoru (dir. Frank Togunaga)
- 1925: Maboroshi no hosen (dir. Tōgō Yamamoto)
- 1926: Shinsei no aikō (dir. Yutaka Abe)
- 1926: Nyōbō kawaiya (dir. Yutaka Abe)
- 1926: Kaminingyō haru no sasayaki (dir. Kenji Mizoguchi)
- 1926: Reimei no uta (dir. Ritsu Kusuyama)
- 1926: Kyōkō to Shizuko (dir. Yutaka Abe)
- 1926: Gantō no nazo (dir. Frank Togunaga)
- 1926: Mito Kōmon (dir. Tomiyasu Ikeda)
- 1926: Ashi ni sawatta onna (dir. Yutaka Abe)
- 1926: Shin Nippontō (dir. Yutaka Abe)
- 1927: Kare o meguru gonin no onna (dir. Yutaka Abe)
- 1927: Ōkubo Hikozaemon (dir. Tomiyasu Ikeda)
- 1927: Tokkan koi no uijin (dir. Shigeru Mokudō)
- 1927: Jihi shinchō (dir. Kenji Mizoguchi)
- 1927: Kenkokushi: Sonnō jōi (dir. Tomiyasu Ikeda)
- 1927: Ningyō no ie (dir. Yutaka Abe)[6]
- 1927: Shikabane wa katarazu (dir. Yutaka Abe)
- 1928: Kekkon nijūsō (dir. Tomotaka Tasaka)
- 1928: Hanayome hanamuko saikonki (dir. Yutaka Abe)
- 1928: Zoku Mito Kōmon (dir. Tomiyasu Ikeda)
- 1928: Haha izuko (dir. Yutaka Abe)
- 1928: Ishin no Kyōraku: Ryū no maki - Tora no maki (dir. Tomiyasu Ikeda)
- 1928: Gekiryū zenpen (dir. Minoru Murata)
- 1928: Gekiryū kōhen (dir. Minoru Murata)
- 1928: Kindai Cleopatra (dir. Shuichi Hatamoto)
- 1929: Nihon bashi (dir. Kenji Mizoguchi)[7]
- 1929: Eiketsu Hideyoshi (dir. Tomiyasu Ikeda)
- 1929: Karatachi no hana (dir. Yutaka Abe)[8]
- 1929: Nikkatsu kōshin kyoku: Den'en hen (dir. Seiichi Ina)
- 1929: Meibō ka (dir. Yoshinobu Ikeda)
- 1929: Ren’ai: Daiikka (dir. Hiroshi Shimizu)

### Década de 1930
- 1930: Hōyō (dir. Hiroshi Shimizu)
- 1930: Sono Yo no Tsuma (dir. Yasujiro Ozu)
- 1930: Josei tengoku (dir. Kazunobu Shigemune)
- 1930: Wakamono yo naze naku ka (dir. Kiyohiko Ushihara)
- 1930: Ojōsan (dir. Yasujiro Ozu)
- 1931: Kagayaku josei (dir. Keisuke Sasaki)
- 1931: Shukujo to hige (dir. Yasujiro Ozu)
- 1931: Otto yo naze naku ka (dir. Hiromasa Nomura)
- 1931: Ai yo jinrui to tomo ni are I - II  (dir. Yasujirō Shimazu)
- 1931: Bijin to aishū (dir. Yasujiro Ozu)
- 1931: Tōkyō no kōrasu (dir. Yasujiro Ozu)
- 1932: Tengoku no hatoba (dir. Yutaka Abe)
- 1932: Modan seisho: Tōsei risshi tokuhon kan'ichi (dir. Yutaka Abe)
- 1933: Suma no adanami (dir. Yutaka Abe)
- 1933: Hazama Kan'ichi (dir. Keigo Kimura)
- 1933: Taki no shiraito (dir. Kenji Mizoguchi)
- 1933: Gion matsuri (dir. Kenji Mizoguchi)
- 1933: Atarashiki ten: Zenpen (dir. Yutaka Abe)
- 1933: Atarashiki ten: Kōhen (dir. Yutaka Abe)
- 1933: Seishungai (dir. Minoru Murata)